# Barotseland
Het koninkrijk Barotseland bevindt zich grotendeels in Zambia. Barotseland is het grondgebied van de Lozi. Het gebied geniet nog steeds een grote autonomie in Zambia. De inspanningen om tot volledige onafhankelijkheid te komen, worden tot op de dag van vandaag voortgezet, ondanks een verdrag uit 1964 dat bepaalt dat Zambia onafhankelijk wordt samen met Barotseland als een integraal onderdeel. De tradities van het koninkrijk vormen tot op de dag van vandaag het leven en de gebruiken van deze provincie.
Een deel van de bevolking van Barotseland verklaarde zich op 26 maart 2012 onafhankelijk, omdat de nieuwe Zambiaanse regering zich niet zou hebben gehouden aan de autonomie-overeenkomst van 1964.
Inwonertal (census 2010) was 902.974? <Bij de volkstelling van 2000 gaf 10,9% van de Zambianen het Lozi als eerste of tweede taal op.>